# Tabaré Viudez
Tabaré Uruguay Viudez Mora, né le 8 septembre 1989 à Montevideo, est un joueur de football uruguayen, attaquant ou milieu offensif évoluant au Club Olimpia. Viudez, surnommé « El Chaio », a joué une saison au Defensor Sporting où il a été la révélation du championnat uruguayen. C'est grâce à ses bonnes prestations qu'il rejoint le Milan AC en été 2008. Il est considéré comme l'un des plus grands espoirs du football uruguayen. Son pied de prédilection est le gauche.

## Carrière en club

### Defensor Sporting
Il joue pour la première fois sous les couleurs du club de Montevideo en Copa Libertadores, le 28 mars 2007 face au Deportivo Pasto (2-1). Et quelques semaines plus tard, le 28 août 2007, il fera ses premiers pas dans le championnat uruguayen, face au Rampla Juniors Fútbol Club en entrant à la 84e minute.
Au fil de la saison, il s'est imposé comme titulaire et a aidé son équipe à remporter le championnat. En effet, le 25 juin 2008, le Defensor Sporting est déclaré champion d'Uruguay.

### Milan AC
À la suite de ces excellentes prestations, lui et son compatriote Mathias Cardacio, autre talentueux joueur du championnat uruguayen, ont été transférés au club italien du Milan AC le 30 juillet 2008. 
Le 9 août, il joue l'entièreté de la seconde mi-temps du match amical opposant Milan à Manchester City, perdu 1-0, en remplaçant Alberto Paloschi : sans avoir l'occasion de démontrer toute l'étendue de son talent, il montrera néanmoins quelques-unes de ses qualités, notamment sa pointe de vitesse. Au bout d'une année, il retourne dans son ancien club en Uruguay.

## Carrière internationale
Le 4 juillet 2007, à seulement 17 ans, il est sélectionné avec l'équipe d'Uruguay des -20 ans, pour affronter la Jordanie (1-0), match comptant pour la Coupe du monde 2007 des -20 ans.

## Palmarès

### En club
- Champion d'Uruguay : 2008 (Defensor Sporting)